# Fodina contigua
Fodina contigua är en fjärilsart som beskrevs av Alfred Ernest Wileman 1914. Fodina contigua ingår i släktet Fodina och familjen nattflyn. Inga underarter finns listade i Catalogue of Life.

## Bildgalleri

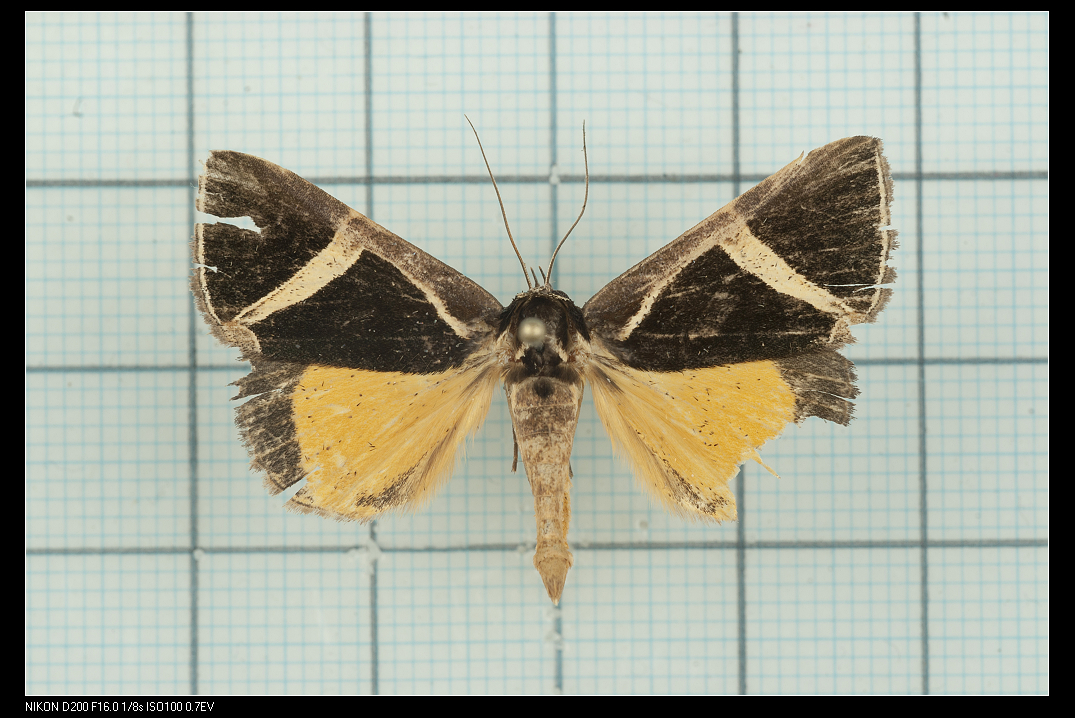